# Archidendron havilandii
Archidendron havilandii là một loài thực vật có hoa trong họ Đậu. Loài này được (Ridl.) I.C.Nielsen miêu tả khoa học đầu tiên.